# Municipio de Echo (Minnesota)
El municipio de Echo (en inglés: Echo Township) es un municipio ubicado en el condado de Yellow Medicine en el estado estadounidense de Minnesota. En el año 2010 tenía una población de 145 habitantes y una densidad poblacional de 1,58 personas por km².

## Geografía
El municipio de Echo se encuentra ubicado en las coordenadas 44°34′42″N 95°25′50″O / 44.57833, -95.43056. Según la Oficina del Censo de los Estados Unidos, el municipio tiene una superficie total de 91.59 km², de la cual 90,23 km² corresponden a tierra firme y (1,49 %) 1,36 km² es agua.

## Demografía
Según el censo de 2010, había 145 personas residiendo en el municipio de Echo. La densidad de población era de 1,58 hab./km². De los 145 habitantes, el municipio de Echo estaba compuesto por el 96,55 % blancos, el 3,45 % eran de otras razas. Del total de la población el 3,45 % eran hispanos o latinos de cualquier raza.